# Особисті немайнові права юридичних осіб
Особисті немайнові права юридичних осіб — це абсолютні суб'єктивні неекономічні права кожної юридичної особи, які є невіддільними та індивідуалізують її, що належать їй з моменту створення і до припинення.
Більшості особистих немайнових прав юридичних осіб притаманні наступні ознаки: неекономічність, невіддільність, абсолютність, індивідуалізація, загальність (належать всім юридичним особам), виникають з моменту створення особи та діють до припинення юридичної особи.

## Види

### За структурними зв'язками особисті немайнові права юридичних осіб поділяються на
1. Базові (визначають основний обсяг повноважень, наприклад, право на вільну діяльність),
2. Похідні (доповнюють базові, є конструюючими для них, напприклад, права на вільну діяльність, на вибір діяльності, на об'єднання, на зв'язки);

### За зовнішніми зв'язками галузей законодавства
1. Конституційні особисті немайнові права. Конституційне законодавство закріплює особисті немайнові права, які можуть стосуватися юридичної особи: право на таємницю кореспонденції, право на недоторканність місцезнаходження, право на об'єднання,
2. Господарські особисті немайнові права. Господарське законодавство має відношення до таких прав юридичної особи, як право на інформацію, на вільну діяльність, на вибір діяльності, на конкуренцію, на ділову репутацію, на індивідуальність, на зв'язки,
3. Адміністративні особисті немайнові права. Адміністративне законодавство здійснює охорону деяких особистих немайнових прав юридичної особи, зокрема: на конкуренцію, на вибір діяльності, на вільну діяльність, на об'єднання, на інформацію,
4. Цивільні особисті немайнові права. Цивільне законодавство на сьогоднішній день закріплює в своїх нормах такі особисті немайнові права юридичної особи: на найменування, на місцезнаходження, на ділову репутацію, на інформацію та похідні від них;

### За критерієм суб'єкта
1. Особисті немайнові права юридичних осіб (право на найменування, на місцезнаходження, на конкуренцію, на діяльність),
2. Особисті немайнові права юридичних осіб та фізичних (права на ділову репутацію, на інформацію, на різного роду таємниці, на індивідуальність);

### За сферою дії цих прав вони поділяються на
1. Особисті немайнові права, що дозволяють юридичній особі вирізнити себе серед інших (особистісні): на найменування, на місцезнаходження, на індивідуальність,
2. Особисті немайнові права, що пов'язані з інформацією (інформативні): на інформацію, на різного роду таємниці,
3. Особисті немайнові права, що необхідні для діяльності юридичної особи (соціально-культурні): на вибір діяльності, на зв'язки, на ділову репутацію,
4. Особисті немайнові права, що випливають із забезпечення свободи як основного принципу демократії (демократизаторські): на вільну діяльність, на об'єднання, на конкуренцію.

## Система
Система особистих немайнових прав юридичних осіб — це сукупність елементів особистих немайнових прав юридичної особи, які пов'язані між собою та певним чином упорядковані, можуть відображати певну структуру, групуватись між собою за певними зв'язками та в сукупності створювати систему. 
Є особисті немайнові права юридичної особи, які регламентуються цивільним законодавством: право на ділову репутацію, право на інформацію; такі нематеріальні блага як найменування та місцезнаходження теж знаходять своє відображення в ньому, хоча й без вказівки на особисті немайнові права на них, що потрібно змінити шляхом внесення до Книги 2 Цивільного кодексу України ряду норм, які будуть прописувати особисті немайнові права юридичних осіб та перейменувати її на «Особисті немайнові права».